# 042号線 (チェコ)
チェコ国鉄042号線、別名マルチニツェ・ヴ・クルコノシーフ〜ロキトニツェ・ナド・イゼロウ線（チェコ語: Železniční trať Martinice v Krkonoších – Rokytnice nad Jizerou）は、チェコ国鉄の鉄道路線である。
1899年に開業した。

## 運行形態
全て各駅停車。
- トルトノフ/ヴルフラビー - マルチニツェ - イレムニツェ
一日1往復の運行。マルチニツェ以南は040号線に直通する。

- マルチニツェ・ヴ・クルコノシーフ - ヤブロネツ・ナド・イゼロウ ( - ロキトニツェ)
2時間に1本程度運行している。マルチニツェでは、040号線の快速（コリーン方面、トルトノフ方面とも）に接続する。このうち、休日のみ1往復がロキトニツェまで運行する。

- マルチニツェ・ヴ・クルコノシーフ - ヤブロネツ・ナド・イゼロウ - ロキトニツェ・ナド・イゼロウ　【夏季・秋季運行】　※メトランス・レール社による運行
夏季は隔週で、土曜日3往復、日曜日2往復が運行する。秋は年に1日のみ一日3往復が運行する。北行に限り、ポニクラー停留所とフラツコを通過する。
2023年12月より、メトランス・レール社により運行を開始した。当初は全て各駅停車であった。2025年度よりズバチカ社の運行となり、北行はポニクラー停留所とフラツコは通過となった。

## 駅一覧
以下では、チェコ国鉄042号線の駅と営業キロ、停車列車、接続路線などを一覧表で示す。なお、全て各駅停車である。
| 路線名 | 駅名                                   | 駅間営業キロ | 累計営業キロ | 接続路線 | 所在地     | 所在地   |
| ------ | -------------------------------------- | ------------ | ------------ | -------- | ---------- | -------- |
| 042    | マルチニツェ・ヴ・クルコノシーフ       | -            | 0.0          | 040号線  | リベレツ州 | セミリ郡 |
| 042    | イレムニツェ駅                         | 3.6          | 3.6          |          | リベレツ州 | セミリ郡 |
| 042    | フラバチョフ駅                         | 2.4          | 6.0          |          | リベレツ州 | セミリ郡 |
| 042    | ヴィーホヴァー・ナド・イゼロウ駅       | 1.4          | 7.4          |          | リベレツ州 | セミリ郡 |
| 042    | ホルニー・スィトヴァー駅               | 1.8          | 9.2          |          | リベレツ州 | セミリ郡 |
| 042    | ポニクラー駅                           | 2.0          | 11.2         |          | リベレツ州 | セミリ郡 |
| 042    | ポニクラー停留所                       | 2.6          | 13.8         |          | リベレツ州 | セミリ郡 |
| 042    | ヤブロネツ・ナド・イゼロウ・フラツコ駅 | 2.0          | 15.8         |          | リベレツ州 | セミリ郡 |
| 042    | ヤブロネツ・ナド・イゼロウ駅           | 2.7          | 18.5         |          | リベレツ州 | セミリ郡 |
| 042    | ロキトニツェ・ナド・イゼロウ駅         | 1.7          | 20.2         |          | リベレツ州 | セミリ郡 |